# Station Saint-Étienne-Le Clapier
Station Saint-Étienne-Le Clapier is een spoorwegstation in de Franse gemeente Saint-Étienne.